# Dmitri Parsky
Dmitri Pavlovich Parsky (en ruso: Дмитрий Павлович Парский) (17 (26) de octubre de 1866 - 20 de diciembre de 1921) fue un general ruso del Ejército Imperial Ruso durante la Primera Guerra Mundial en el Frente Oriental.
En 1893, asistió a la Academia de Personal General.
En la I Guerra Mundial, comandó al 12.º Ejército del 20 de julio al 9 de septiembre de 1917 y al 3.º Ejército del 9 de septiembre de 1917 al 8 de noviembre de 1917.
Fue el primer general zarista con experiencia en combates en ofrecer sus servicios al Ejército Rojo, explicando su punto de vista así
"Estoy muy lejos de este Bolchevismo que usted predica. Pero estoy dispuesto a trabajar de forma honesta, no sólo con ellos, sino con cualquiera, incluso con el Diablo y sus discípulos, aunque sólo sea para salvar a Rusia de la esclavitud alemana."
Durante la Guerra Civil rusa, fue comandante en el Frente de Narva y posteriormente, en el Frente Norte.
Murió de tifus en 1921.

## Honores y premios
- Orden de San Estanislao, 3.ª clase (1896);
- Orden de Santa Ana  3.ª clase (1900);
- Orden de San Estanislao, 2.ª clase (1903);
- Orden de Santa Ana, 2.ª clase con espadas (1906);
- Orden de San Vladimir, 4.ª clase con espadas y arco (1906);
- Orden de San Vladimir, 3.ª clase (1909, 31 de enero de 1910);
- Orden de San Estanislao, 1.ª clase (6 de diciembre de 1913)
- Orden de San Jorge, 4.ª clase (2 de junio de 1915)
- Espada Dorada al Coraje (1916)